# Conferencia de Constantinopla
Conferencia de Constantinopla es el nombre de una serie de encuentros diplomáticos que se llevaron a cabo en Constantinopla, capital del Imperio otomano, entre diciembre de 1876 y enero de 1877. Esta conferencia se organizó para tratar de impedir una inminente guerra entre Rusia y Turquía como consecuencia de la inquietud internacional creada por los graves acontecimientos que estaban teniendo lugar en los Balcanes.

## Trasfondo histórico

### Panorama político internacional

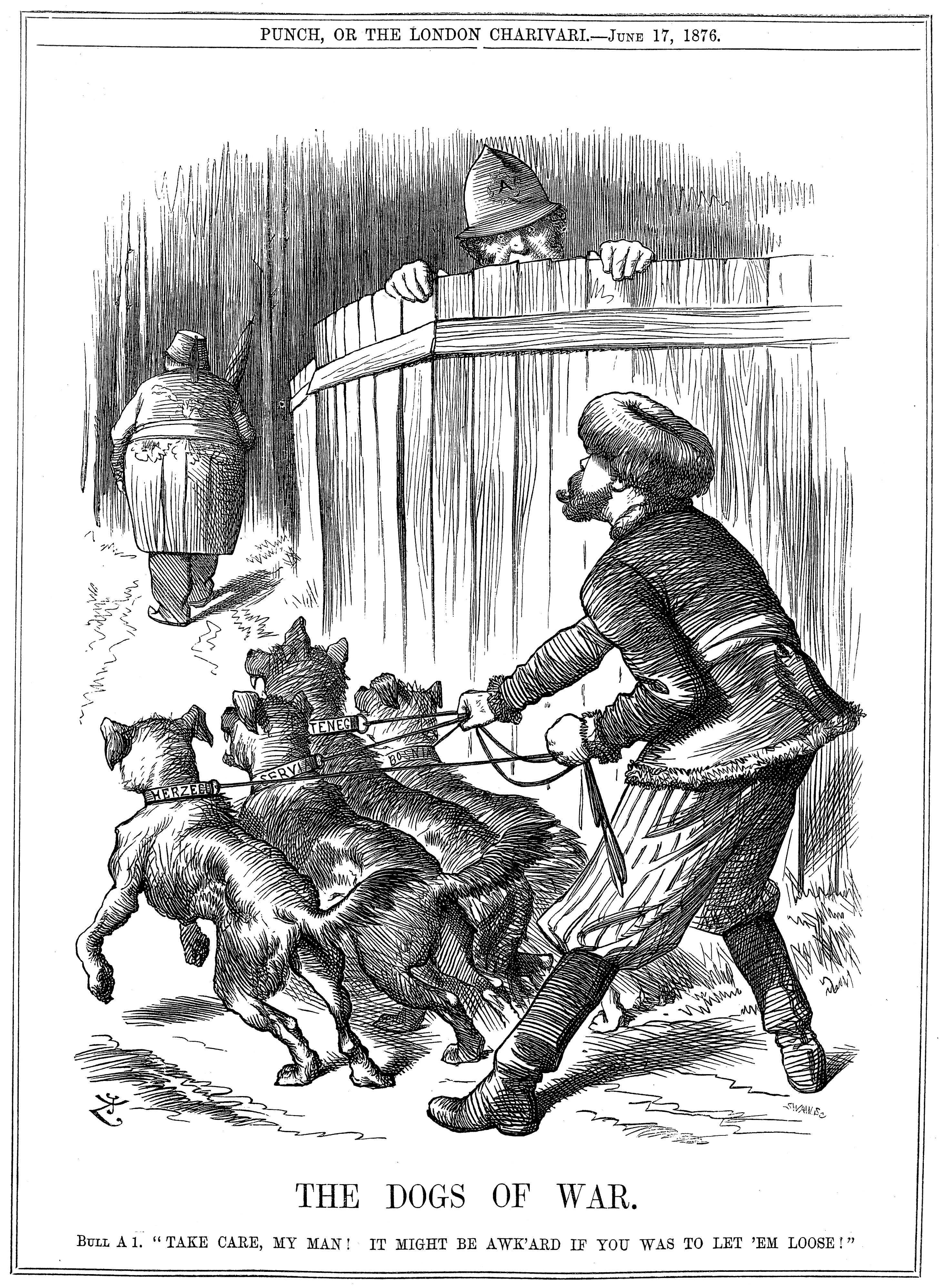
"Los perros rusos de la guerra" (1876). Viñeta satírica donde Rusia sujeta a unos perros que representan a los países balcánicos, dispuestos a atacar a Turquía.

El siglo XIX supuso una continua decadencia del Imperio otomano. Desde el final de la Guerra de independencia de Grecia en 1829, la influencia turca en Europa había ido disminuyendo; una pérdida de peso político al que la actividad de las potencias europeas por el oeste (Reino Unido, Francia, Prusia, Imperio austríaco) y el Imperio ruso por el este habían contribuido en gran medida. En la región de los Balcanes, continuo foco de conflictos, Serbia era una entidad autónoma semiindependiente desde 1815, aunque teóricamente aún bajo administración otomana. Mientras tanto, el resto de la región balcánica era sometida a la férrea autoridad del Imperio otomano ante el progresivo avance de los movimientos nacionalistas.
Sin embargo, el delicado equilibrio de poderes en Europa exigía a las potencias occidentales mantener un Imperio otomano fuerte como contrapeso a las aspiraciones imperialistas de Rusia. Así, en 1854, el Reino Unido y Francia apoyaron a los turcos en la Guerra de Crimea, conflicto que los enfrentó al Imperio Ruso.
Prueba de este progresivo retroceso otomano en Europa, fue que en 1862 los territorios del Principado de Moldavia y Valaquia se separaron del Imperio otomano con el apoyo de Rusia para formar lo que hoy es Rumanía.
Tras la Guerra Franco-prusiana, acontecida entre 1870 y 1871, y con la derrota del Segundo Imperio Francés de Napoleón III, este equilibrio de poderes se decantó a favor del nuevo Segundo Imperio Alemán del káiser Guillermo I. Además, tras esta guerra y la unificación de Alemania como un nuevo imperio en Europa, se había creado la Liga de los Tres Emperadores, formada por el emperador alemán Guillermo I, el emperador austrohúngaro, Francisco José I, y el emperador ruso, Alejandro II. Esta Liga pretendía representar el contrapeso conservador a las políticas liberales y al auge del socialismo que se estaban produciendo en las potencias más occidentales: Reino Unido y Francia.

### Revueltas en los Balcanes
En este complejo contexto histórico internacional se produjeron en 1875 los levantamientos de bosnios y herzegovinos contra la nobleza musulmana local, y en 1876 la llamada sublevación de Abril en los territorios de la actual Bulgaria administrados por el Imperio otomano. Este reprimió con una dureza inusitada a los rebeldes búlgaros, y tropas irregulares turcas de basi-bozuk provocaron una enorme mortandad entre la población civil. La matanza de civiles búlgaros provocó una enérgica reacción de la opinión pública y los Gobiernos europeos en contra de la acción otomana.
La reacción más enérgica provino de Rusia. Las intensas protestas que la dura represión de la sublevación de Abril había provocado en Europa proporcionó a los rusos la largamente esperada oportunidad de, bajo el pretexto de conciliar las diferencias y contradicciones entre las grandes potencias, obtener un acceso al mar Mediterráneo convocando la Conferencia de Constantinopla, que se inició en diciembre de 1876 en la capital turca. A la conferencia asistieron delegados de Rusia, Reino Unido, Francia, Austria-Hungría, Alemania e Italia, y se suponía que debía traer la paz y un acuerdo duradero sobre la cuestión búlgara.
En julio del mismo año, Serbia y Montenegro declararon la guerra al Imperio otomano y, a pesar de la derrota inicial, en 1877 se unieron a Rusia en la guerra contra Turquía, obteniendo Serbia el reconocimiento internacional como reino independiente; una situación que se mantuvo hasta el final de la Primera Guerra Mundial en 1918.
Detrás de todo ello se encontraba la antedicha pretensión rusa de obtener una ruta al mar Mediterráneo que evitara a su flota mercantil y militar tener que pasar a través del mar Negro por el estrecho de los Dardanelos, bajo control turco. Rusia podría alcanzar este objetivo si dispusiera de una franja de territorios afines de etnia eslava que la comunicaran con el mar Adriático, pero estos territorios permanecían bajo el dominio otomano, y las sublevaciones de los años 1875 y 1876 fueron la excusa esgrimida por Rusia para cambiar el statu quo de toda la región de los Balcanes.

### Crisis en el gobierno otomano
Las revueltas internas y las tensiones internacionales provocaron una intensa convulsión política en el seno del Imperio otomano. Por una parte, se encontraba el sultán, Abdülaziz I, que estaba obligado a continuar las reformas emprendidas para modernizar el estado otomano (Tanzimat). A ellas se oponía la nobleza turca, que deseaba conservar sus privilegios frente a las minorías étnicas y religiosas. Esta resistencia estaba en el origen de las tensiones nacionalistas, tanto en los Balcanes como en Armenia.
La sucesión de revueltas y pérdidas territoriales se materializaron en un golpe de Estado en mayo de 1876 que depuso al sultán, siendo este sustituido brevemente por Murad V (mayo-agosto de 1876) y luego por Abdul Hamid II.

## Participantes
- Francia: Conde de Chaudordy, embajador plenipotenciario por Francia. Diplomático de carrera y ministro de Asuntos Exteriores en París durante el Segundo Imperio Francés.[1]
- Reino Unido: Marqués de Salisbury: embajador plenipotenciario por el Reino Unido. Secretario de Estado y ministro de la India.[1]
- Alemania: Freiherr Werther. Embajador de Alemania. Anteriormente comisionado en Viena y París.[5] (En la imagen sentado; segundo por la derecha)
- Austria: Conde Francisco de Zichy. Aristócrata húngaro. Antiguo embajador austriaco en San Petersburgo.[5]
- Italia: Conde de Corti. Embajador italiano en Constantinopla. Antiguo enviado del rey Víctor Manuel II en la corte española de Amadeo I.[5]
- Turquía: Aunque los otomanos no tomaron parte activa en esta conferencia, sí designaron representantes para aquellas cuestiones en las que fuesen requeridos. Estos representantes fueron el gran visir Midhat Bajá, el ministro de Asuntos Exteriores Savfet Pasha y el antiguo embajador de Turquía en Berlín, Edhem Pasha.[5]

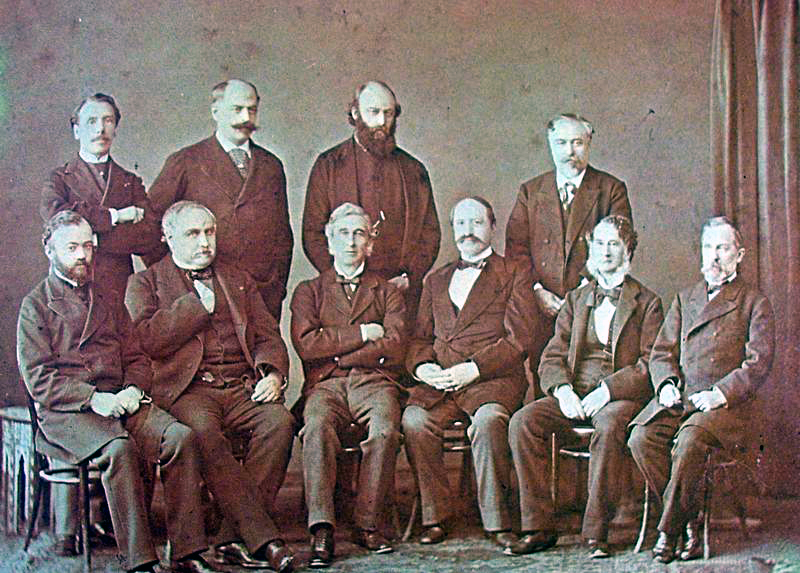
Delegados participantes en la Conferencia de Constantinopla.
Fila superior de izquierda a derecha: Eugene Schuyler, Heinrich von Calice, el marqués Robert Gascoyne-Cecil de Salisbury y el conde Jean-Baptiste de Chaudordy.
Fila inferior de izquierda a derecha: El conde Luigi de Corti, el conde François de Bourgoing, sir Henry Elliot, earl de Minto, el conde Nikolái Pavlóvich Ignátiev, freiherr Karl von Werther y el conde Ferenz de Zichy.

## Evolución de la Conferencia
En un primer momento, las potencias occidentales y Rusia propusieron la ocupación de Bulgaria por sus propias fuerzas, como forma de terminar con la durísima represión que la «Sublime Puerta» estaba imponiendo sobre su población. Mientras Occidente era partidario de dar tiempo a Turquía para implementar las reformas del Tanzimat, Rusia proponía la ocupación inmediata del territorio.

Bulgaria tras la Conferencia de Constantinopla de 1876-1877.

Rusia insistió en la inclusión de todos los territorios habitados por búlgaros en Macedonia, Moesia, Tracia y Dobrudja en el futuro estado búlgaro, mientras que el Reino Unido, temeroso de que una gran Bulgaria pudiera convertirse en una amenaza para los intereses británicos en los Balcanes, prefería un estado búlgaro menor, cuyas fronteras quedaran al norte de los Montes Balcanes. Los delegados dieron finalmente su consentimiento a una variante del acuerdo que excluía a Macedonia y Tracia, y negaba a Bulgaria el acceso al mar Egeo, aunque como contrapartida, incorporaba todas las regiones restantes del Imperio otomano habitadas por búlgaros. A última hora, sin embargo, los otomanos rechazaron el plan con el apoyo secreto del Reino Unido.

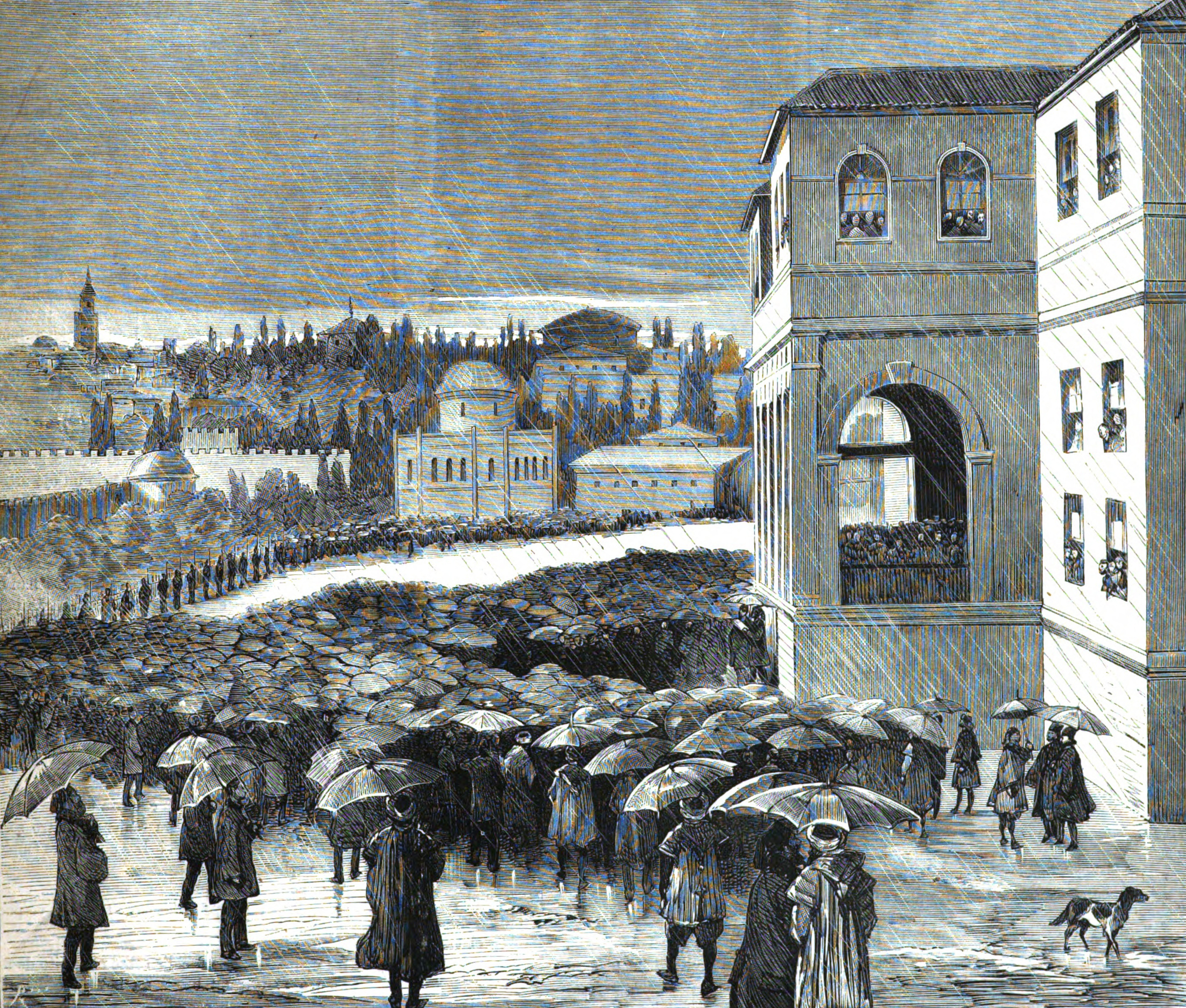
Promulgación en Constantinopla de la nueva Constitución el 23 de diciembre de 1876

Abdul Hamid tuvo que promulgar el 23 de diciembre de 1876 una Constitución redactada en gran medida por el grupo Jóvenes Otomanos, formado por un conjunto de intelectuales y burócratas del Imperio que querían poner en práctica las medidas democratizadoras del país a través de una «carta magna» que garantizara estos cambios. Con esta constitución, el gobierno otomano pretendía dar una imagen de Estado de derecho, garantizando que las diversas etnias y religiones que hasta entonces habían estado sometidas a la ley islámica y eran consideradas como Dhimmi por los gobernantes turcos, disfrutarían a partir de ese momento de los mismos derechos que los súbditos otomanos de religión musulmana. Para entonces, y debido a las atrocidades cometidas en los Balcanes, la imagen del gobierno turco estaba tan deteriorada que ninguna potencia se tomó en serio esta «apuesta democrática» por parte del sultán Abdul Hamid. Ni siquiera el juicio a los basi-bozuk por sus atrocidades en Bulgaria consiguió convencer a la comunidad internacional del cambio de rumbo en la política turca.
El 15 de enero de 1877, las potencias representadas en la Conferencia de Constantinopla expusieron al Imperio de Turquía las condiciones que debían asegurar la paz en la región. Aunque las más occidentales realizaron concesiones sobre sus posturas originales, Alemania se mantuvo firme en su exigencia de que el Imperio otomano abandonara Bulgaria y los Balcanes. Mientras tanto, Rusia acumulaba tropas en la frontera con Turquía a la espera de la ruptura de las negociaciones. Dado que el gobierno turco rechazó el ultimátum de retirarse de los Balcanes, la Conferencia se dio por finalizada sin alcanzar ningún acuerdo que pudiera permitir una solución pacífica al conflicto.
Finalmente, en abril de 1877, Rusia declaró la guerra al Imperio otomano, comenzando la guerra ruso-turca. Esta guerra se prolongó hasta 1878 y concluyó con la derrota del Imperio otomano y las disposiciones del Congreso de Berlín, en virtud del cual Turquía perdió finalmente el control efectivo sobre la región balcánica.